# Shun’ichi Tanaka
Shun’ichi Tanaka (japanisch 田中 俊一 Tanaka Shun’ichi; * 13. September 1987 in der Präfektur Osaka) ist ein ehemaliger japanischer Fußballspieler.

## Karriere
Tanaka erlernte das Fußballspielen in der Schulmannschaft der Sayama High School und der Universitätsmannschaft der Pädagogischen Hochschule Osaka. Seinen ersten Vertrag unterschrieb er 2011 bei Roasso Kumamoto. Der Verein spielte in der zweithöchsten Liga des Landes, der J2 League. Für den Verein absolvierte er sieben Ligaspiele. Ende 2012 beendete er seine Karriere als Fußballspieler.